# Fred Lonzo

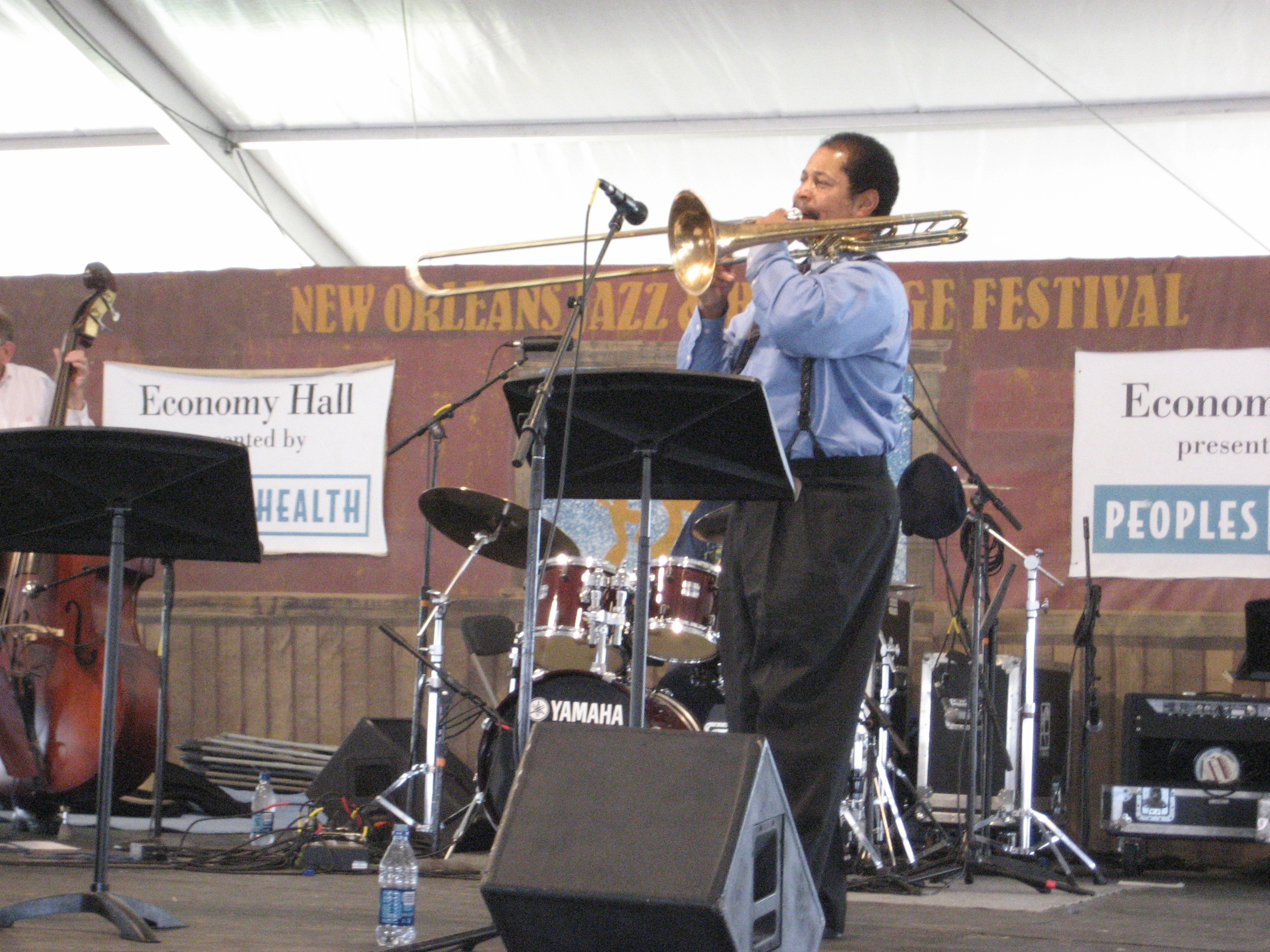
Fred Lonzo (New Orleans Jazz & Heritage Festival 2007)

Frederick „Fred“ Lonzo (* 26. August 1950 in New Orleans) ist ein US-amerikanischer Jazzposaunist. Der von Waldren Joseph beeinflusste Tailgate-Stilist gilt aktuell als einer der meistbeschäftigten Posaunisten in New Orleans.

## Leben und Wirken
Lonzo begann als 13-Jähriger auf dem geliehenen Instrument seines Bruders zu spielen. Als Jugendlicher trat er mit EG Gabon und Doc Paulin bei Jazzparaden auf. Er besuchte das College der Xavier University, wo er sowohl Rhythm & Blues als auch Rockmusik und Funk spielte, unter anderem bei The Gladiators, aus denen dann The Batiste Brothers entstand. Er spielte mit Paul Crawford, um dann für sechs Jahre Mitglied der Storyville Jazz Band von Bob French zu werden. Auch gehörte er zur Heritage Hall Band und zur Olympia Brass Band, bevor er ab Mitte der 1980er-Jahre in der Preservation Hall auftrat und mit Percy Humphrey, Kid Sheik, Alonzo Stewart, Manny Crusto, Frank Fields und Freddie Kohlman tourte.
Lonzo begleitete Musiker wie Wallace Davenport, Sammy Price, Dr. Michael White, John Brunious und Lars Edegran, zu dessen Riverwalk Jazzband er lange Jahre gehörte. 2002 legte er auf Big Bill Bissonnettes Label Jazz Crusade sein Album Ready for Freddy vor, auf dem auch der Klarinettist Brian Carrick herausgestellt wird. Auch ist er auf Aufnahmen von Papa French, Louis Prima, Teddy Riley, Father Al Lewis, Lars Edegran, Wanda Rouzan, Doc Cheatham und Wynton Marsalis zu hören. Daneben gehört er zum Louisiana Repertory Jazz Ensemble.